# 3340 Yinhai
3340 Yinhai је астероид главног астероидног појаса чија средња удаљеност од Сунца износи 2,233 астрономских јединица (АЈ).
Апсолутна магнитуда астероида је 13,7.